# Sterculia aerisperma
Sterculia aerisperma är en malvaväxtart som beskrevs av José Cuatrecasas. Sterculia aerisperma ingår i släktet Sterculia och familjen malvaväxter. Inga underarter finns listade i Catalogue of Life.